# Mathieu Bollen
Pour les articles homonymes, voir Bollen.
Mathieu Thieu Bollen est un footballeur international belge, né le 31 décembre 1928 à Genk et décédé le 28 août 2008 à Hasselt,.

## Biographie
Il est un des artisans de la montée de Waterschei de Promotion en Division 1. Il y évolue au poste de demi-gauche de 1946 à 1959, et dispute une finale de Coupe de Belgique perdue 0-4 contre l'Antwerp en 1955.
Il est également international à quatre reprises, et il marque les deux buts de la Belgique contre la Finlande, lors de sa première sélection, lors d'un match de qualification pour la Coupe du monde 1954, le 23 septembre 1953 (2-2).
Il termine sa carrière de joueur à Fléron et Hoeselt, avant d'entraîner successivement KVV Overpelt Fabriek, Diepenbeek et Waterschei, redescendu en Division 3 en 1963. Au début des années 1970, il travaille pour le FC Bruges et recherche des nouveaux talents. Il fait venir à Bruges des joueurs tels que René Vandereycken et Lei Clijsters. En 1974, il est promu comme adjoint d'Ernst Happel. Avec l'entraîneur autrichien, il construit une grande équipe, trois fois championne de Belgique, finaliste de la Coupe de l'UEFA en 1976 mais surtout finaliste de la Coupe d'Europe des Clubs Champions en 1978.
Lorsqu'en novembre 1978, Ernst Happel s'en va, Thieu reste l'adjoint du nouvel entraîneur András Béres, avant d'assurer l'intérim à la fin de la saison.
Il retrouve ensuite Ernst Happel au Standard de Liège, où il est à nouveau son adjoint de 1979 à 1981.
En juillet 1981, il devient lui-même entraîneur principal au KFC Winterslag mais l'expérience tourne court.

## Palmarès
- 4 fois International belge de 1953 à 1959, pour 2 buts marqués.
- 2 fois Champion de Belgique D2 en 1954 et 1957 avec le KSV Waterschei THOR
- Finaliste de la Coupe de Belgique en 1955 avec le KSV Waterschei THOR